# Kępa Piotrawińska
Kępa Piotrawińska – wieś w Polsce położona w województwie lubelskim, w powiecie opolskim, w gminie Łaziska.
W latach 1975–1998 miejscowość należała administracyjnie do ówczesnego województwa lubelskiego.
Wieś stanowi sołectwo w gminie Łaziska. Według Narodowego Spisu Powszechnego z roku 2011 wieś liczyła  mieszkańców.
Przy szkole podstawowej działa Uczniowski Klub Sportowy UKS Kępa Piotrawińska z sekcją tenisa stołowego.

## Demografia
| Liczba ludności                | 76 | 87 | 87 | 85 | 83 | 81 | 83 | 82 | 80 | 80 | 78 |
| Źródło: GUS, Dane własne gminy |    |    |    |    |    |    |    |    |    |    |    |

## Etymologia
Kępa, jest to zwykle część wybrzeża, rzeki, oderwanego od lądu przez wytworzenie się bocznego koryta rzeki, lub też wyspa powstała przez nagromadzenie się piasku i mułu. Kępę również zowią suche i wynioślejsze kawałki gruntu wśród błot i bagien. Wisła i wpadające do niej rzeki, płynąc równinami piaszczystymi i szerokimi korytami, utworzyły mnóstwo kęp, noszących nazwy od przyległych wiosek i osad. W dokumentach zwane pospolicie: Campa. (Opis podaje Bronisław Chlebowski redaktor Słownika geograficznego Królestwa Polskiego w tomie III na stronie 955)

## Historia
Od 1867 w gminie Kamień w powiecie nowoaleksandryjskim. W okresie międzywojennym miejscowość należała do powiatu puławskiego w woj. lubelskim. 1 września 1933 utworzyła gromadę Kępa Piotrawińska w gminie Kamień, składającą się z samej wsi Kępa Piotrawińska.
Podczas II wojny światowej Kępę Piotrawińską włączono do Generalnego Gubernatorstwa (dystrykt lubelski, powiat puławski), cały czas w gminie Kamień). W 1943 roku liczba mieszkańców wynosiła 146.
W związku z reorganizacją administracji wiejskiej jesienią 1954, Kępa Piotrowińska weszła w skład nowo utworzonej gromady Łaziska w powiecie puławskim. 13 listopada 1954 włączono ją do nowo utworzonego powiatu opolsko-lubelskiego w tymże województwie. Tam przetrwała do kolejnej reformy gminnej 1 stycznia 1973. Kępa Piotrowińska weszła wtedy w skład gminy Łaziska.
W latach 1975–1998 miejscowość należała administracyjnie do województwa lubelskiego.